# 你幸福嗎／旅行箱
『你幸福嗎／旅行箱』是日本創作歌手・川嶋愛在2007年10月3日發售的第14張單曲。

## 概要
距前作『與你･････』約四個月之後發售，是個人第4張雙A面單曲。
推出了通常盤和初回限定盤兩個版本。初回限定盤附上了收錄有「你幸福嗎」的PV的特典DVD。另外，通常盤有附贈限量迷你卡片（月歷）。

## 收錄曲
- 全作詞・作曲：川嶋愛

### 通常盤
1. 你幸福嗎
編曲：naoki
由日本女歌手Mitsuki演出女主角，男方則由野寺貴彥演出
2. 旅行箱
編曲：宗本康兵
ACE珠式會社的廣告歌曲
3. RAINBOW〜開始全新的自己〜（RAINBOW〜新しいワタシ、始まる〜）
編曲：中野正男

### 初回限定盤DVD
1. 你幸福嗎 (PV)